# 手指消毒剤

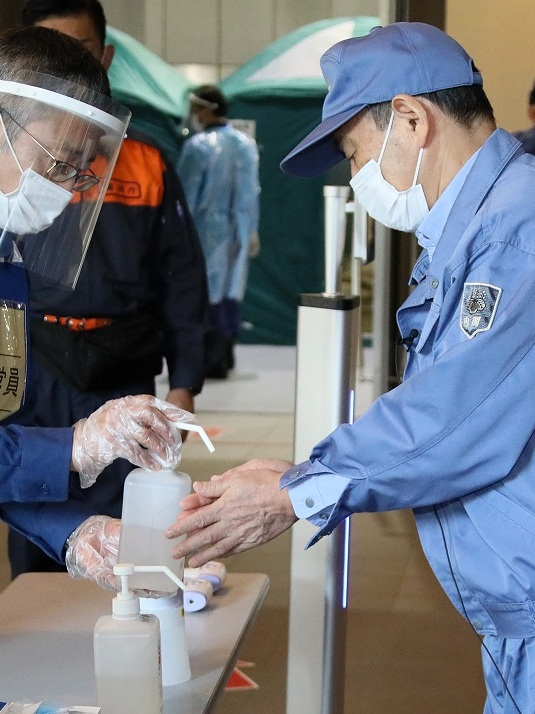
手指消毒の様子

手指消毒剤（しゅししょうどくざい）または、ハンドサニタイザーは手についてる病原体を減らすために使用される液体である。医療機関におけるほとんどの状況において、アルコールを含有したタイプの消毒剤は石鹸と水を用いた手洗いより好ましい。一般的に微生物を殺すのにより効果的であり、石鹸と水より耐容である。汚れがみられる場合は手洗をするべきであり、トイレ使用後にも手洗いを行う必要がある。アルコールを含有しないタイプの手指消毒剤の一般的な使用は推奨されていない。医療施設以外では手洗いよりも手指消毒剤の使用を支持する根拠は低い。手指消毒剤は液体、ゲル剤、泡タイプのものがある。
アルコール含有の手指消毒剤は通常、イソプロピルアルコール、エタノール（エチルアルコール）、またはn-プロパノールを含み、いくつか組み合わせたものがある。人体に有害なメタノール（メチルアルコール）を含有する手指消毒液も流通しており、これを原因とする中毒事故も確認されている。60〜95%のアルコールを含むものが最も効果的である。可燃性があるため取り扱いに注意が必要である。アルコール含有の手指消毒剤はさまざまな微生物に対して効果があるが、胞子に対しての効果はない。いくつかの手指消毒剤には、皮膚の乾燥を防ぐためにグリセロールなどの化合物が含まれている。アルコールを含まない製品には塩化ベンザルコニウムまたはトリクロサンが含まれている場合がある。
アルコールは早くても1363年に消毒剤として使用され始め、その効果は1800年代後半に証明され使用が支持されるようになった。アルコール含有手指消毒剤は、少なくとも1980年代からヨーロッパで一般的に使用されるようになった。アルコール含有手指消毒剤は医療制度で必要とされる最も効果的で安全な医薬品であり、世界保健機関の必須医薬品リストに掲載されている。発展途上国の卸売価格は、1Lのボトル1本あたり約1.40〜3.70米ドルである。